# Нижньодніпровськ-Пристань
Нижньодніпрóвськ-Пристань — вантажна станція Дніпровської дирекції Придніпровської залізниці. Відкрита 1873 року.
Розташована у місті Дніпро в Амур-Нижньодніпровському районі на лівому березі Дніпра на лінії Нижньодніпровськ — Нижньодніпровськ-Пристань. 
Нижньодніпровськ-Пристань обслуговує річковий порт.